# Aldiomedes angustirostris
Aldiomedes angustirostris är en utdöd fågel i familjen albatrosser inom ordningen stormfåglar. Den beskrevs 2019 utifrån fossila lämningar från pliocen funna i Nya Zeeland.